# مرکز ترومای قندوز
مرکز ترومای قندوز (به لاتین: Kunduz Trauma Centre) بیمارستانی بود که توسط پزشکان بدون مرز (MSF) در قندوز، افغانستان از ۲۹ اوت ۲۰۱۱ تا ۳ اکتبر ۲۰۱۵ اداره می‌شد.
در سال ۲۰۱۴ بیش از ۲۲۰۰۰ بیمار در این مرکز ترومای اورژانس تحت درمان قرار گرفتند و بیش از ۵۹۰۰ عمل جراحی انجام شد.

## امکانات
این بیمارستان در ۲۹ اوت ۲۰۱۱ با ۵۵ تخت، دو اتاق عمل، یک بخش مراقبت‌های ویژه، و امکانات آزمایشگاهی و اشعه ایکس، با بخش‌های مجزای بیماران بستری مرد و زن افتتاح شد.
در اواخر سال ۲۰۱۲، تعداد تخت‌ها به ۵۸ افزایش یافت.
قبل از تخریب، سومین اتاق عمل به این مرکز تروما اضافه شده بود.

## تخلیه و تعطیلی
حمله هوایی آمریکا در اکتبر ۲۰۱۵ این بیمارستان را غیرقابل استفاده کرد. همه بیماران به سایر بیمارستان‌ها و درمانگاه‌ها و تمام کارکنان پزشکان بدون مرز از قندوز منتقل شدند.